# Oregon (Ohio)
Oregon és una població dels Estats Units a l'estat d'Ohio. Segons el cens del 2000 tenia 19.355 habitants.

## Demografia
Segons el cens del 2000, Oregon tenia 19.355 habitants, 7.708 habitatges, i 5.318 famílies. La densitat de població era de 254,4 habitants per km².
Dels 7.708 habitatges en un 30,5% hi vivien nens de menys de 18 anys, en un 55,4% hi vivien parelles casades, en un 9,9% dones solteres, i en un 31% no eren unitats familiars. En el 27% dels habitatges hi vivien persones soles el 13,3% de les quals corresponia a persones de 65 anys o més que vivien soles. El nombre mitjà de persones vivint en cada habitatge era de 2,47 i el nombre mitjà de persones que vivien en cada família era de 3.
Per edats la població es repartia de la següent manera: un 24,1% tenia menys de 18 anys, un 7,7% entre 18 i 24, un 26,9% entre 25 i 44, un 24,8% de 45 a 60 i un 16,5% 65 anys o més.
L'edat mediana era de 40 anys. Per cada 100 dones de 18 o més anys hi havia 87,7 homes.
La renda mediana per habitatge era de 45.777 $ i la renda mediana per família de 57.156 $. Els homes tenien una renda mediana de 42.631 $ mentre que les dones 28.897 $. La renda per capita de la població era de 21.619 $. Aproximadament el 3,4% de les famílies i el 4,8% de la població estaven per davall del llindar de pobresa.

## Poblacions més properes
El següent diagrama mostra les poblacions més properes.